# Dipyle boucardi
Dipyle boucardi is een vlinder uit de familie van de zakjesdragers (Psychidae). De wetenschappelijke naam van de soort is voor het eerst geldig gepubliceerd in 1867 door Guérin-Meneville.